# Terricula
Terricula là một chi bướm đêm thuộc phân họ Tortricinae của họ Tortricidae.

## Các loài
- Terricula bifurcata Wang & Li, 2004
- Terricula violetana (Kawabe, 1964)